# Márta sucht János
Márta sucht János (Originaltitel: Felkészülés meghatározatlan ideig tartó együttlétre, internationaler englischer Titel: Preparations To Be Together For An Unknown Period Of Time, im deutschen Sprachraum zunächst als Vorbereitungen um für unbestimmte Zeit zusammen zu sein  veröffentlicht) ist ein Filmdrama von Lili Horvát, das Anfang September 2020 im Rahmen der Internationalen Filmfestspiele von Venedig seine Premiere feierte und am 24. September 2020 in die ungarischen Kinos kam. Es wurde von Ungarn als Beitrag für die Oscarverleihung 2021 als Bester Internationaler Film eingereicht.

## Handlung

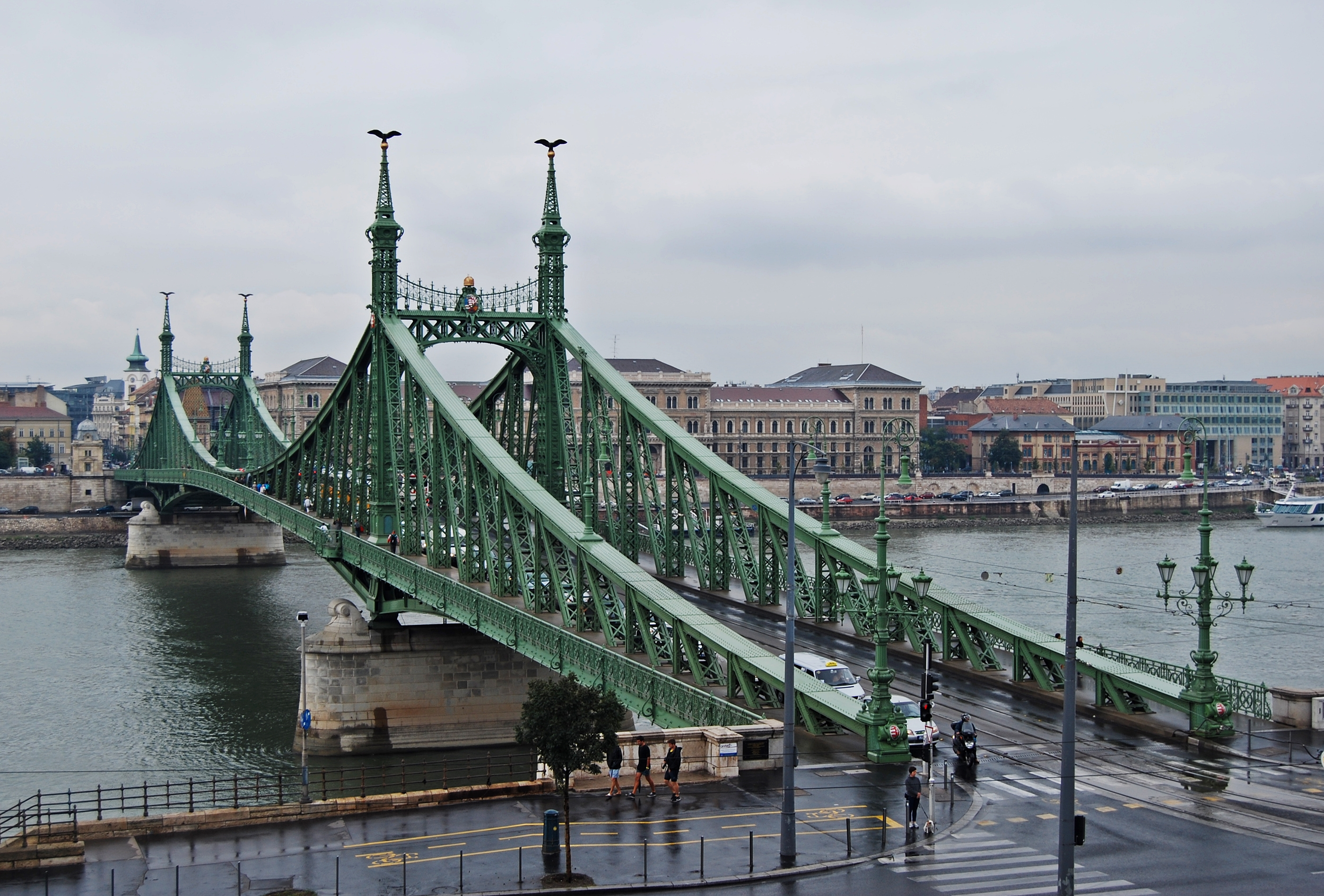
Als Márta wie vereinbart zur Freiheitsbrücke in Budapest kommt, gibt es von János keine Spur

Die 40-jährige Márta Vizy stammt aus Ungarn, hat das Land vor 20 Jahren verlassen und lebt nun in New Jersey, wo sie als Neurochirurgin arbeitet. Bei einem Kongress macht sie die Bekanntschaft von János Drexler, ebenfalls Neurochirurg und ebenfalls Ungar. Schnell beschließt sie, dass dieser Fremde nicht nur Mister Right, sondern der perfekte Mann für sie ist. János muss nach dem Kongress jedoch wieder zurück nach Ungarn, und sie vereinbaren, sich zu einem bestimmten Zeitpunkt an einem bestimmten Tag auf der Pester Seite der Budapester Freiheitsbrücke zu treffen. Einige Monate später beschließt Márta, ihre glänzende Karriere in den USA hinter sich zu lassen und fliegt zurück in ihr Heimatland.
Als sie an dem vereinbarten Tag zu dem vereinbarten Ort kommt, ist János jedoch nicht erschienen. Sie findet heraus, in welchem Krankenhaus er arbeitet, doch als sie dort auftaucht, behauptet János, sie noch nie zuvor getroffen zu haben. Enttäuscht überlegt Márta erst, ob es vielleicht das Beste wäre, wieder in die USA zu fliegen, doch so leicht will sie nicht aufgeben. Sie mietet eine Wohnung in Budapest und bekommt schnell einen Job als Chirurgin in dem Krankenhaus, in dem auch János arbeitet.

## Produktion
Regie führte Lili Horvát, die auch das Drehbuch schrieb. Es handelt sich nach Szerdai gyerek aus dem Jahr 2015 um den zweiten Spielfilm der Ungarin, die in Budapest aufwuchs und nach einem Studium der audiovisuellen Kunst an der Sorbonne wieder in ihre Heimatstadt zurückkehrte und dort an der Universität für Theater und Film Regie studierte.
Die Hauptrollen von Márta Vizy, Drexler János und Alex wurden mit Natasa Stork, Viktor Bodó und Benet Vilmányi besetzt. In weiteren Rollen sind Viktória Végvári als Mártas Assistentin, Zsolt Nagy als Kriván Barna, Péter Tóth als der Psychiater und Andor Lukáts und Attila Mokos in den Rollen von Dr. Fried und Dr. Elkán zu sehen.
Die Filmmusik komponierte Gábor Keresztes. Das Soundtrack-Album mit insgesamt zehn Musikstücken wurde Ende Mai 2021 von MovieScore Media als Download veröffentlicht.
Eine erste Vorstellung erfolgte am 6. September 2020 bei den Internationalen Filmfestspiele von Venedig in der Reihe Giornate degli Autori, den Venice Days. Im September 2020 wurde er auch beim Toronto International Film Festival gezeigt. Am 24. September 2020 kam der Film in die ungarischen Kinos. Ende September, Anfang Oktober 2020 wurde er beim Zurich Film Festival vorgestellt, ab Mitte Oktober 2020 beim Chicago International Film Festival. Am 22. Januar 2021 kam der Film in ausgewählte US-Kinos. Im April 2021 wurde er beim Golden Horse Film Festival gezeigt. Ende April 2021 wurde er bei goEast, dem Festival des mittel- und osteuropäischen Films, erstmals in Deutschland gezeigt. Am 2. September 2021 kam er in die Schweizer Kinos.

## Rezeption

### Kritiken

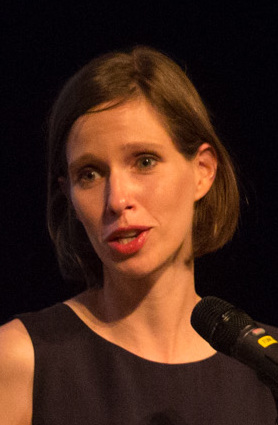
Regisseurin Lili Horvát

Von den bei Rotten Tomatoes aufgeführten Kritiken sind 88 Prozent eher positiv. Bei Metacritic erhielt der Film einen Metascore von 71 von 100 möglichen Punkten.
Beatrice Loayza schreibt in der New York Times, Lili Horváts subversives Porträt einer besessenen Frau stelle die Femme fatale auf den Kopf, und der Film sei ein noirisches Psychodrama, das vor Zweideutigkeiten nur so strotzt. Geschickt spiele der Film mit der Wahrnehmung des Zuschauers und lasse die Protagonistin Márta zweifeln, ob sie entweder Opfer von Gaslighting oder zu Recht verrückt ist. Als eine Expertin für die Behandlung von Krankheiten, die das menschliche Gehirn betreffen, sei Márta nicht in der Lage, die Geheimnisse des Begehrens zu interpretieren, und letztlich könne Liebe selbst eine Art neurologische Störung sein, so Loayza.
Auch Justin Chang von der Los Angeles Times sieht in Márta keine manipulative Femme fatale, die die Begehrlichkeiten eines Mannes zu wecken versucht oder sich in einem Netz von Lügen gefangen befindet. Vielmehr sei Márta ganz ihre eigene Kreation und eine ambivalente Figur: klug und kompliziert, rational und exzentrisch, eine Frau, die Kontakt zu anderen Menschen sucht, auch wenn sie die Einsamkeit schätzt. Filmische Inspirationen habe Horvát ganz offensichtlich unter anderem bei Alfred Hitchcock, François Truffaut und Krzysztof Kieślowski gefunden, deren Werke von Geschichten voller Wendungen, kreuz und quer verlaufenden Reisen, schicksalhaften Begegnungen und Frauen auf äußerst persönlicher Mission gekennzeichnet sind, so Madeleine Elster in Vertigo. Dass Márta und János beide Neurochirurgen sind, verweise bereits früh im Film auf ein anderes angesprochenes Thema der Geschichte: das Innenleben des Gehirns und die komplizierten, undurchschaubaren Schaltkreise, die es mit dem Herzen verbinden. Mártas durchdringenden, blauen Augen mögen als Fenster zu ihrer Seele dienen, die von ihnen ausgehende Kraft wirke jedoch auch nach außen, und ihre Blicke würden so ein Quell enormer Spannung und zeugten von Sinnlichkeit und Erregung, so Chang. Eine wichtige Funktion komme auch der Darstellung von Räumen, Eingängen und Fenstern zu, so wenn eines der wichtigsten Gespräche im Film durch eine verschlossene Tür stattfindet oder Márta und János die gegenüberliegenden Seiten derselben Straße entlang laufen, als wären sie durch einen unsichtbaren Faden verbunden.

### Auszeichnungen (Auswahl)
Der Film befindet sich in einer Vorauswahl für den Europäischen Filmpreis 2021. Im Folgenden eine Auswahl weiterer Auszeichnungen und Nominierungen.
Chicago International Film Festival 2020
- Auszeichnung mit dem Gold Hugo im New Directors Competition (Lili Horvát)[17]

Crossing Europe 2021
- Auszeichnung mit dem MIOB New Vision Award (Lili Horvát)[18]

goEast – Festival des mittel- und osteuropäischen Films 2021
- Nominierung im Wettbewerb[19]

Independent Spirit Awards 2021
- Nominierung als Bester internationaler Film[20]

Internationales Filmfestival Warschau 2020
- Auszeichnung mit dem FIPRESCI-Preis (Lili Horvát)[21]

Internationale Filmfestspiele von Venedig 2020
- Nominierung in der Sektion Giornate degli Autori[22]

Internationales Filmfestival Thessaloniki 2020
- Nominierung im internationalen Wettbewerb[23]

Les Arcs Film Festival 2020
- Nominierung als Bester Film für den Flèche de Cristal im Compétition Officielle (Lili Horvát)
- Auszeichnung für die Beste schauspielerische Leistung (Natasa Stork)[24][25][26]

Philadelphia Film Festival 2020
- Nominierung im Narrative Feature Competition (Lili Horvát)[27]

Semana Internacional de Cine de Valladolid 2020
- Auszeichnung mit der Espiga de Oro (Lili Horvát)
- Auszeichnung mit dem Pilar Miró Award für die Beste Nachwuchsregie (Lili Horvát)
- Auszeichnung als Beste Darstellerin (Natasa Stork)[28][29]

Transilvania International Film Festival 2021
- Nominierung für die Transilvania Trophy im Hauptwettbewerb[30]

Zurich Film Festival 2020
- Nominierung im „Spielfilm Wettbewerb“

Darüber hinaus wurde Horváts Film als ungarischer Beitrag für die Kategorie „bester internationaler Film“ bei der Oscarverleihung 2021 eingereicht.